# Lamela

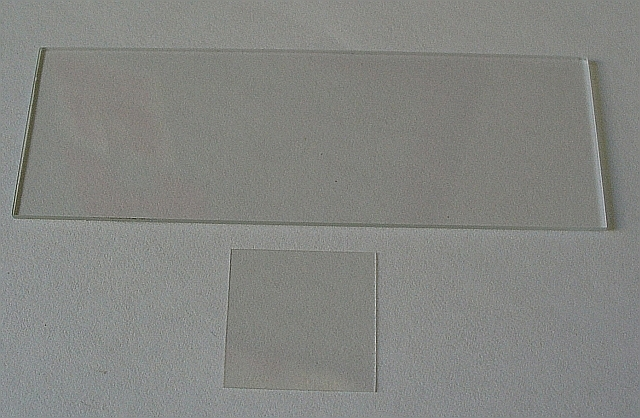
Lamela - lâmina de vidro para microscópio

Lamela (ou lamínula) é uma fina placa de vidro, ou outro material que se coloca em cima do material na lâmina para sua observação ao microscópio.
São fabricadas em muitos tamanhos, tanto quadradas como retangulares, como normalmente de 14 x 14 mm até 24 x 60 mm (embora existam tamanhos retangulares de até 48 x 65 mm no comércio), assim como redondas, de 13 até 24 mm, para diversas aplicações, e normalmente na espessura média de 0,13 mm (mas variando de 0,08 a 0,16 mm).
Quando destinadas às câmaras de contagem, são fabricadas normalmente mais espessas, e em vidros de alta qualidade ótica (comumente 0,26 mm), assim como quando redondas, para certas aplicações, na espessura de 0,16 – 0,19 mm.
São também gradeadas micrometricamente para algumas aplicações.
Ao contrário das lâminas, não são fabricadas a partir do simples corte inicial de vidro já fabricado na espessura final, e sim do estiramento de vidro mais espesso e posterior corte. São fabricadas normalmente em vidro soda-cal, vidro cristal, vidro neutro e vidro borossilicato. Para aplicações específicas, são também fabricadas em policarbonato e acetato de celulose, assim como em quartzo.
Utilizam-se em sua fabricação também polímeros especiais, como o Thermanox™, uma poliolefina que é altamente resistente a determinadas substâncias químicas e apresenta autofluorescência na faixa de 380 - 545 nm. Sua fluorescência situa-se na faixa da rodamina e isotiocianato de fluoresceína, excitação a 494 nm e emissão a 517 nm.